# Iporã do Oeste
Iporã do Oeste is een gemeente in de Braziliaanse deelstaat Santa Catarina. De gemeente telt 8.405 inwoners (schatting 2009).

## Aangrenzende gemeenten
De gemeente grenst aan Descanso, Mondaí, Riqueza, Santa Helena, São João do Oeste en Tunápolis.